# Candy Dulfer
Candy Dulfer (Ámsterdam, Países Bajos, 19 de septiembre de 1969) es una saxofonista de funk y smooth jazz neerlandesa.

## Carrera
Empezó a tocar el saxofón cuando tenía seis años y, a los catorce, ya tenía su propia banda: Funky Stuff. Su hit «Lily was here» (con la colaboración de Dave Stewart) fue grabada en 1989 y estuvo en la cima de las listas de toda Europa. Su primer disco, Saxuality (1990), recibió una nominación al Premio Grammy.
Durante su carrera musical, lanzó nueve discos de estudio, dos discos de directos y un recopilatorio y ha trabajado y grabado con otros músicos tales como su padre Hans Dulfer, Prince, Dave Stewart (Eurythmics), Van Morrison, René Froger, Maceo Parker, Sheila E., Mavis Staples, Lionel Richie, Beyoncé, Pink Floyd, Chaka Khan, David Sanborn, Larry Graham, Marcus Miller, Aretha Franklin, Jimmy Cliff, George Duke, Blondie, Jools Holland, Jamie Cullum, Angie Stone, Tower of Power, The Time, Alan Parsons, Fred Wesley, Pee Wee Ellis, Joey DiFrancesco, Jonathan Butler, entre otros.
En el programa televisivo Candy meets entrevistaba a los músicos con los que había trabajado.
Es intérprete desde los siete años, líder de un grupo (Funky Stuff) desde los catorce y asidua a los estudios desde los 21. Su estilo musical se basa principalmente en el smooth jazz y el jazz-pop, aunque su evolución le ha permitido acercarse a más estilos, como el R&B, el funk, el hip hop o la música latina. 
En 1989 colaboró con Dave Stewart en Lily was here, un éxito en Europa, pero la notoriedad le llegó con su participación en el video de Partyman, de Prince, incluido en la banda sonora de Batman.
Su debut de produjo en 1990, con Saxuality (para el sello Arista), del que vendió más de un millón de copias y le valió una nominación a los Grammy. Candy Dulfer lanza su segunda producción de nombre, Sax-a-go-go y como era de esperarse, tuvo aceptación total, incluso por encima de su producción debut. En este segundo álbum, está incluido el exitoso tema homónimo.
En 1996 llegó su tercera producción, Big Girl y For the love of you, un año después (siendo esta su 4.ª producción). Este último es uno de sus más exitosos discos y permaneció hasta catorce semanas en los charts. En 1999 editó What does it take? y colaboró, junto con Dave Stewart, en la banda sonora de Cookie’s Fortune, el filme de Robert Altman. Live in Amsterdam llegó a las tiendas en 2001, pero entre tanto estuvo de gira con Prince en dos ocasiones, de ahí su aparición en el box set One nite alone... live!, de 2002 y en el disco Xpectation (distribuido únicamente a través de Internet).
Ese mismo año también recorrió los escenarios europeos con Dave Stewart y Jimmy Cliff, como parte del proyecto Da Univerzal Playaz.
Del 2003 es el álbum Right my soul (Eagle), del que se extrajo el sencillo Finsbury Park, Café 67, un éxito que llegó a ser número uno en los charts R&B. Un año después actuó en la gala de los Grammy con Beyoncé y Prince y formó parte de la masiva gira de este último, Musicology Tour, participando también en el disco Musicology. Live at Montreux, un CD y DVD, fue editado en el 2005 por Eagle y el álbum de estudio Candy store llegó a las tiendas en julio de 2007.
En 2008 fue galardonada con el Arpa de Oro por sus destacadas contribuciones a la música en los Países Bajos. Debido a la demanda popular que recorrió una vez más los Estados Unidos y Japón y también se realiza en toda Europa y visitó Sudáfrica por primera vez a un espectáculo en el famoso Festival de Jazz de Ciudad del Cabo.
'Funked Up & Chilled Out "fue lanzado mundialmente en 2009. Para promocionarlo, viajó por todo el mundo, junto con su banda, por una serie de conciertos a sala llena. Por primera vez en su carrera actuó en Moscú.
Después de realizar una serie de espectáculos a principios de 2010 con Maceo Parker en el club Blue Note de Tokio, Japón, regresó a los escenarios de clubes holandeses en marzo y abril de 2010 para una gira con su banda.
Terminó 2010 con una gira de cinco semanas en los Estados Unidos como invitado especial de su colega saxofonista Dave Koz por su reconocida Smooth Jazz Christmas Tour y se inició el 2011 con espectáculos durante el Crucero de Jazz en el Caribe. Después del lanzamiento mundial de 'Crazy' su nuevo álbum, Candy siguió en gira por Estados Unidos junto a su banda.
A principios de 2012 fue anfitriona de eventos especiales en el Crucero de Jazz junto a leyendas del jazz como David Sanborn y Marcus Miller. Además de continuar con los planes de visitar, Japón, Rusia y toda Europa.

## Discografía
- Saxuality (1990)
- Sax-a-Go-Go (1993)
- Big Girl (1995)
- For the Love of You (1997)
- The Best of Candy Dulfer (1998)
- Girls Night Out (1999)
- Dulfer Dulfer (2002)
- Right in My Soul (2003)
- Candy Store (2007)
- Funked Up & Chilled Out (2009)
- Crazy (2011)
- Together (2017)
- We Never Stop (2022)